# Azorenhoch

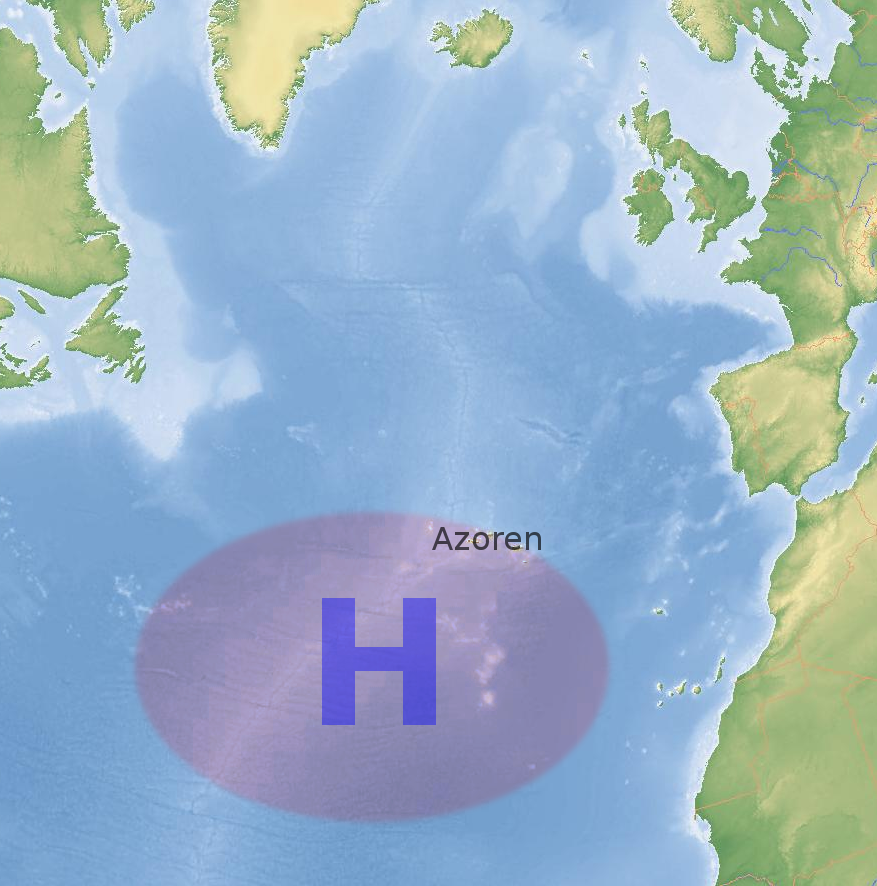
Durchschnittliche Lage des Azorenhochs im Vergleich zu den Azoren

Das Azorenhoch ist ein als Aktionszentrum wirksames Hochdruckgebiet, das sich im Bereich der Azoren im Nordatlantik ausbildet und eine entscheidende Rolle für das Wetter Mitteleuropas spielt.

## Entstehung
Das Azorenhoch gehört zum subtropischen Hochdruckgürtel des Nordatlantiks und entsteht am Rande eines Wirbels des Polarfront-Jetstreams. Im Allgemeinen bilden für Europa Azorenhoch und Islandtief die entscheidende Rolle für die Großwetterlagen: Meist kommen die von der allgemeinen Westdrift auf der Nordhalbkugel getriebenen Tiefdrucksysteme (Zyklonen) auf mittleren Breiten von der Nordamerikanische Ostküste über den Atlantik (atlantisches Westwetter). Je nach Ausprägung der beiden Systeme (Ausdehnung und Druckdifferenz) werden die Tiefdruckwirbel (Nordatlantiktiefs) nach Süden oder Norden verschoben, so dass die einzelnen Gegenden Europas vom Zentrum getroffen werden, von der Warmfront oder der Kaltfront.
Dabei wandert das Azorenhoch im jahreszeitlichen Rhythmus. Im langjährigen Mittel (1881–1995) liegt das Azorenhoch-Zentrum im Winter bei 33°N, im Sommer bei 34,5°N, die mittlere Lage schwankt von den Azoren 1400 Seemeilen nach Nordosten und etwa 1500 Seemeilen nach Südwesten, wobei Extremlagen vor Irland, Neufundland und den Kanaren bis an die afrikanische Westküste gemessen wurden, sowohl sommers wie winters. Der mittlere Luftdruck beträgt 1025 hPa, mit Schwankungen der Monatsmittel zwischen 1034 und 1016 hPa.
Zu manchen Zeiten weitet sich das Azorenhoch in Form eines Keiles meist über die Biscaya bis nach Mitteleuropa aus (Westeuropahoch); wenn sich eine Hochdruckzelle ablöst, kann diese bis nach Skandinavien ziehen. Verbindet sich der Keil mit einem kontinentalen Hoch (etwa über Russland), spricht man auch von Omegahoch (nach der Ω-förmigen, weit nordwärtigen Ausdehnung zwischen zwei Zentren) – eine solche hochstabile Lage hat etwa zu der Hitzewelle 2003 geführt, die über zwei Wochen im August zu Temperaturen an die 40 °C in Mitteleuropa führte.
Außerdem wirkt sich das Azorenhoch auch auf Bildung und Zugbahn der Hurrikane aus: Zum einen beeinflusst die Südausdehnung des Azorenhochs die Bildung der atlantischen tropischen Zyklone, zum anderen steuert die Westausdehnung die reiferen Kerne entweder Richtung Karibik, oder sie umkreisen das Azorenhoch vor der amerikanischen Ostküste und bilden sich dann manchmal zu normalen Atlantiktiefs um, die auch Europa erreichen können.

## Auswirkungen im Jahresverlauf
Sind im Winter Islandtief und Azorenhoch ausgeprägt und herrscht somit ein großer Luftdruckunterschied, so entsteht eine milde Westwindlage, der Winter ist eher feucht. Bei einem geringen Druckunterschied hingegen bestimmt die kalte, trockene Luft über Osteuropa (Russlandhoch) das Winterwetter Mitteleuropas.
Im Frühjahr, wenn das Azorenhoch nach Norden wandert, wird vermehrt Luft, welche sich über dem Golfstrom erwärmt hat, nach Europa transportiert. Um diese Zeit ist das Wetter typischerweise instabil (Spätwinterliche, oft starke Neuschneeereignisse, Spätwinterstürme und Wintergewitter bis hin zum Aprilwetter, bei schnellem Aufbau des Azorenhochs auch verfrühte Hitzeperioden).
Auch im Sommer bestimmen Islandtief und Azorenhoch, ob ein regnerischer, wechselhafter oder stabiler Sommer herrscht. Nach gängiger Interpretation entspricht die „Siebenschläferregel“ (das Wetter am/um den Siebenschläfertag hält 40 Tage an) der meteorologischen Fragestellung, wo und wie mächtig sich das Azorenhoch bis nach der Sommersonnenwende aufgebaut hat.
Zum Herbstanfang herrschen oft nur noch geringe Luftdruckunterschiede, wenn die Temperaturen von Meer und Landmassen angeglichen sind: Es stellt sich eine ruhige Wetterlage ein (Altweibersommer), bei weiterer Abkühlung treffen die Westwetter ungehindert ein (Herbstorkane), bis sich das winterliche Azorenhoch wieder stabilisiert hat.

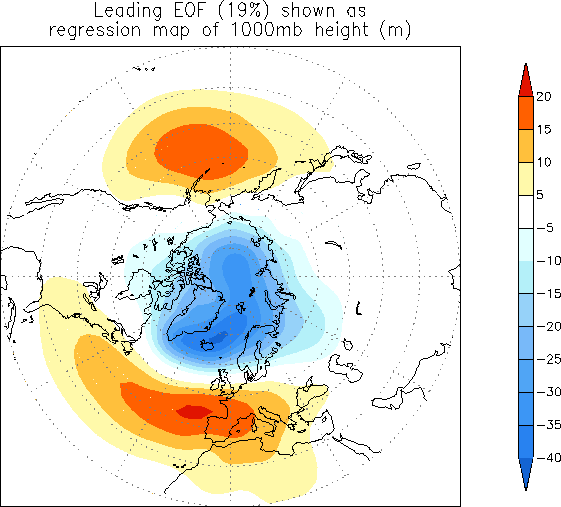
Lage der mittleren Hauptkomponenten der Arktischen Oszillation (blau: Tief, rot: Hoch), Mittel 1979–2000: Nordpazifikhoch/Aleuten, Polarwirbel/Island, Azorenhoch/Biskaya

Beispiele der Auswirkungen des Azorenhochs
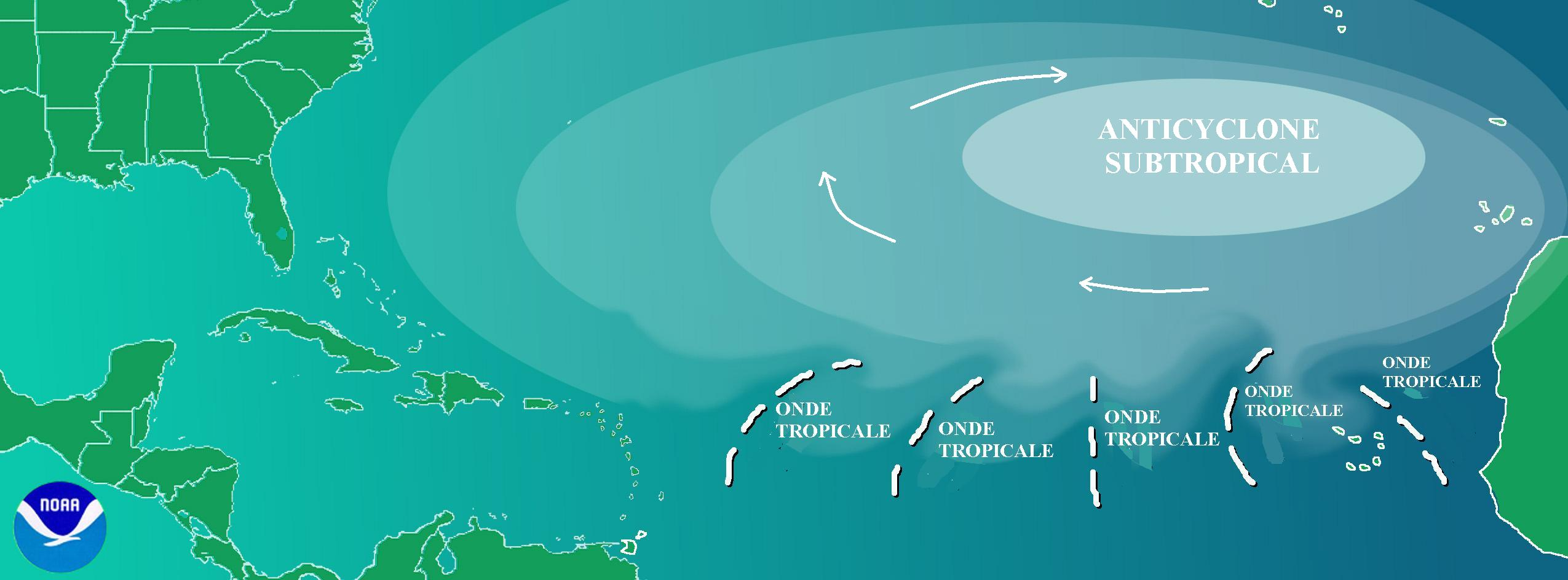
Atmosphärische Wellen in den Tropen …
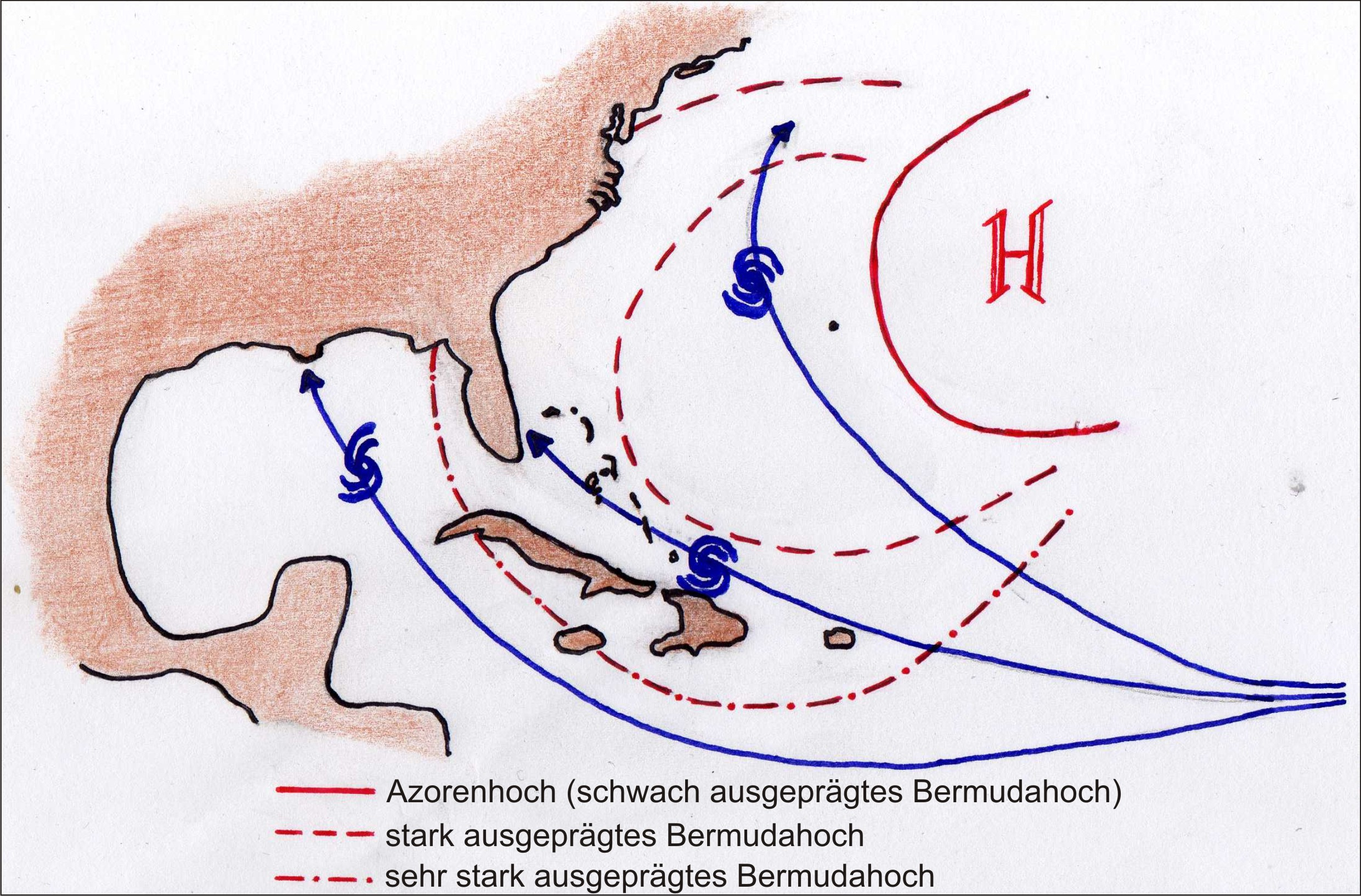
… und Lage des Azoren- / Bermudahochs steuern die Bildung und Zugstraßen der Hurrikans
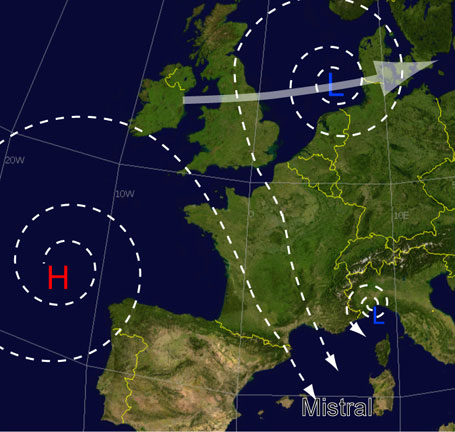
Ein Azorenhoch (Biskayalage) und ein Nordseetief führen zu einem Einbruch polarer Kaltluft in den Mittelmeerraum: Mistral

## Fernwirkungen: Die Nordatlantik- und Arktis-Oszillation
In mehrjährigen Zyklen (rund alle 7 Jahre) werden Winterwetterlagen mit großen Druckunterschieden zwischen Azorenhoch und Islandtief abgelöst von Wintern mit geringen Unterschieden. Dieses Phänomen wird Nordatlantik-Oszillation (NAO) genannt. Ihr Index beschreibt den Zusammenhang von Lage und Ausdehnung des Azorenhochs mit dem Jetstream. Die Auswirkung des Polarwirbels auf die Lage und Intensität der Islandtiefs wird durch die Arktische Oszillation (AO) dargestellt. Dieser Index stellt noch eine Beziehung bis in den Pazifischen Raum dar (Telekonnektion).

## Medien
- Azorenhoch & Islandtief. Reihe Universum. Kurt Mayer (Buch), Dieter Pochlatko (Produzent), Andreas Jäger (Moderation), Kurt Adametz (Musik); ORF, o. D. (shop.orf.at)